# Bernard Legresley
Bernard Edgar Legresley est un homme d'affaires et un homme politique canadien.

## Biographie
Bernard Edgar Legresley est né le 20 août 1940 à Néguac, au Nouveau-Brunswick. Son père est Stanley Le Gresley et sa mère est Emma Breau. Il étudie à l'école régionale de Néguac puis au Collège Saint-Joseph de Memramcook. Il épouse Murielle Carmelle Savoy le 19 août 1969.
Il est député de Northumberland à l'Assemblée législative du Nouveau-Brunswick de 1970 à 1974 en tant que libéral. Il devient député de la nouvelle circonscription de Baie-de-Miramichi en 1974, toujours en tant que libéral, et reste à ce poste jusqu'en 1982.